# Johannes Browallius
Johannes Browallius (30 de agosto de 1707-25 de julio de 1755) fue un teólogo luterano, físico, botánico finés-sueco y, una vez, amigo del genial taxónomo sueco Carlos Linneo.
Fue profesor de Física 1737-46, Profesor de Teología 1746-1749 y fue el obispo de Turku (Turku), entonces, una diócesis de la Iglesia de Suecia, y el Vicecanciller de la Real Academia de Turku desde 1749 hasta su muerte en 1755.

## Actividades botánicas
En 1735 con semillas de una planta recolectada en Panamá por Robert Millar fueron donados a Philip Miller del Chelsea Physic Garden en Londres. Las plantas se cultivaron y fueron remitidas a la Real Sociedad, pero con el nombre Dalea. Esta planta fue nombrado Browallia por el famoso taxónomo vegetal Linneo en honor de su compatriota y colega botánico. Los principios de la nomenclatura botánica de Linneo fueron expuestos por primera vez en Fundamenta Botanica ("Fundamentos de la botánica") de 1736 y estos más tarde se elaboraron, con numerosos ejemplos, en su Critica Botanica ("Crítica de la botánica") de 1737. El libro fue publicado en Alemania cuando Linneo tenía veintinueve años y en la portada lleva un prólogo de Johannes Browall. La amistad no iba a durar. Coombes señala " Browallia demissa (débil). Renombrada por Linneo desde B. elata (altura) después de terminar con Browall".
Browall había aconsejado al joven Linneo terminar sus estudios en el extranjero, entonces se casó con una muchacha rica - a pesar de que ya estaba comprometido con Sara Lisa Moraea. Linneo, de hecho, pasó el invierno de 1737 a 1738 en Leiden, antes de viajar a Francia. Si bien en el extranjero, notificó que "su mejor amigo B." se había aprovechado de su ausencia cortejando a Sara Lisa Moraea y casi había logrado convencerla de que su novio nunca regresaría a Suecia. Sin embargo, la trama del obispo falló; Sara Lisa y Linneo se casaron en 1739. La entrada bajo Browallia grandiflora en Curtis’s Botanical Magazine de 1831 informa:

La intimidad y la ruptura posterior entre Browall y Linneo fueron conmemorados por éste en las denominaciones específicas que se otorgó a las únicas tres personas del género entonces conocido. B. elata expresa el grado de su unión; B. demissa su cese; mientras que el ambiguo nombre de una tercera especie, B. alienata,  que da a entender las características inciertas de la planta, implicando la consiguiente diferencia entre las dos partes.

## Obra

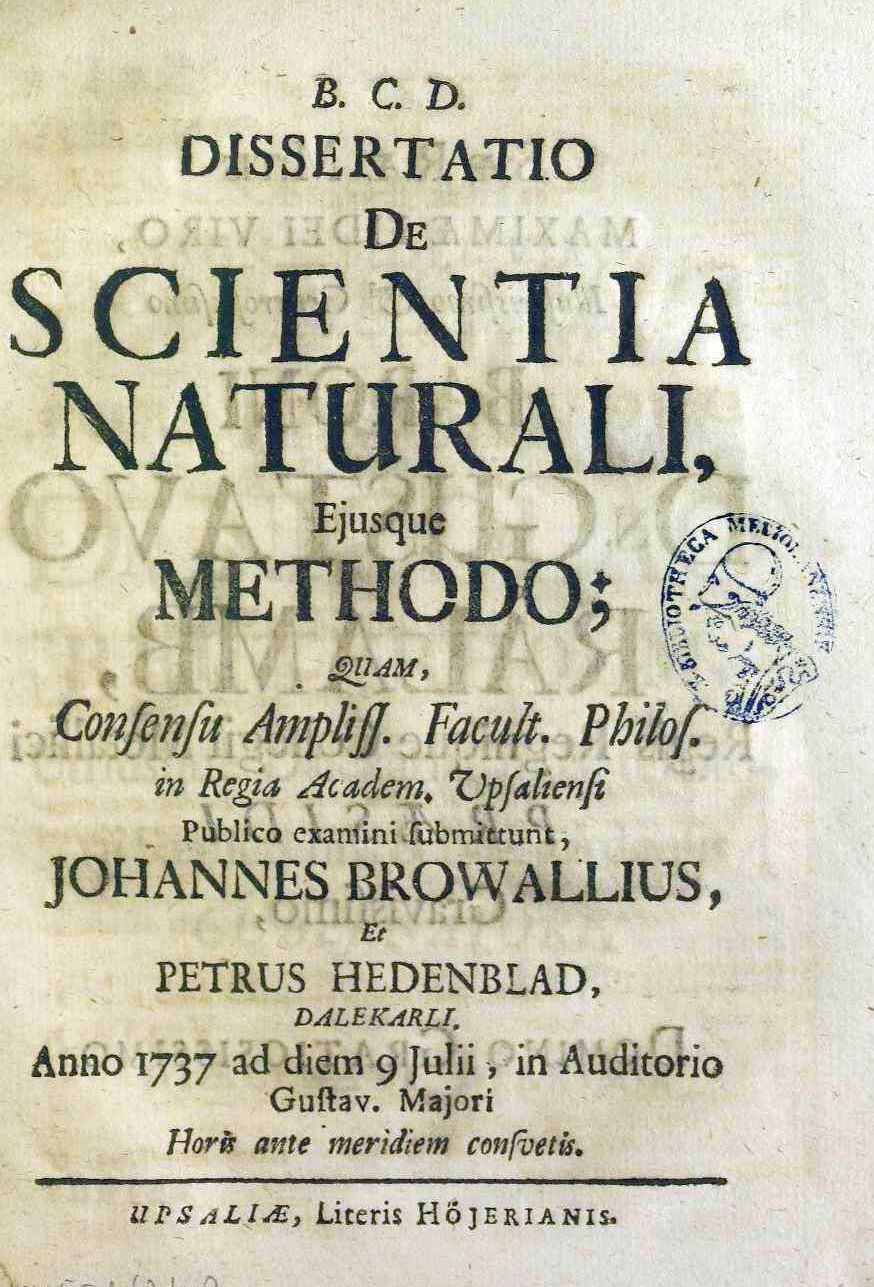
De scientia naturali, eiusque methodo, 1737

- De foederibus Christianorum cum infidelibus meletema philosophicum...' Etocolmo 1730 - disertación

- Oskyldig mål-ro, eller, förnöjliga samtal om hwarjehanda lärda och nyttiga saker. Them ro-älskandom til roande på lediga stunder, Horat. de arte poët. Estocolmo 1731

- Förnuftigt och nöjsamt samtal goda wänner emellan om allhanda saker. 1732

- Tankar öfwer naturkunnigheten, och huru then bör drifwas wid en academia. Stockholm, tryckte hos Peter Jöransson Nyström. Estocolmo 1737

- Discursus de introducenda in scholas et gymnasia praecipue vero in gymnasium Arosiense historiae naturalis lectione, ad generosissimum Dalekarliae gubernatorem, lib. bar. de Reuterholm, et reverendissimum Arosiensem episcopum doct. Andr. Kalsenium Leiden 1737

- Examen epicriseos in Systema plantarum sexuale Cl. Linnaei, Anno 1737 Petropoli evulgatae, auctore Jo. Georgio Siegesbeck 1739

- Specimen botan. de convallariae specie, vulgo lilium convallium dicta: ex occasione loci Cantic. Estocolmo 1741

- Försök, rön ock anmärkningar angående arseniken och i synnerhet des metalliska natur, framgifne. Estocolmo 1744

- Oförgripeliga tankar om underwisnings-wärket, vid gymnasier och scholarne i riket. Estocolmo, 1751 (publicado anónimamente)

## Honores
- 1740: elegido miembro Nº 51, de la Real Academia Sueca de Ciencias